# Anton Hofherr
Anton Hofherr (né le 20 mai 1947 à Garmisch-Partenkirchen) est un ancien joueur professionnel allemand de hockey sur glace.

## Carrière
Anton Hofherr fait toute sa carrière avec le SC Riessersee et le Berliner Schlittschuhclub en Bundesliga.
Il est le second meilleur buteur lors de la saison 1971-1972. Il devient champion en 1976, alors qu'il a eu une fracture du bras, ne jouant qu'une dizaine de matchs. Il gagne de nouveau le championnat en 1981.
Avec l'équipe d'Allemagne, il participe aux Jeux olympiques de 1972.